# زيد عباس
زيد عباس: لاعب كرة سلة أردني في صفوف نادي التطبيقية بعد انتهاء عقده مع الأرينا الأردني، ويعتبر من نجوم المنتخب الأردني لكرة السلة.

## بداية زيد عباس
زيد عباس من مواليد مدينة نابلس ودرس في مدراسها. بدأ ممارسة كرة السلة في نادي عيبال النابلسي، ثم انتقل إلى عمان لاستكمال دراسته الجامعية في جامعة عمان الأهلية. استطاع وقتها تمثيل الجامعة بكرة السلة وخصوصًا في دوري الجامعات الأردني، ولأن دوري الجامعات الأردني ترتاده وتراقبة عيون الأندية الأردنية فقد تم تعاقد معه للعب في الدوري الأردني لكرة السلة منذ عام 2002 يحث شارك باسم نادي الأرينا حديث التشكيل وقتها.

## منتخب الأردن والألقاب
التطور الملحوظ لهذا اللاعب أدى إلى وصوله إلى المنتخب الأردني في أول موسم رسمي له، ومن هنا بدأت مسيرة اللاعب الذي يمتاز بمهارات خاصة ونادرة لدى اللاعبين العرب.
استطاع زيد عباس حصد الألقاب مع المنتخب الأردني بالفترة الذهبية مع المدرب الحالي روبرت بالما، حيث كان الأردن:
- أول فريق عربي يربح كأس وليم جونز التي أقيمت بالفلبين عندما حصل على المركز الأول بعد فوزه بمعظم مبارياته وتخطيه فرقاً مثل لبنان وإيران واليابان ومنتخب الفلبين والمنتخب الأمريكي للجامعات.
- بطولة الملك عبد الله حيث توج منتخب الأردن بها واستطاع زيد أن يكون عاملاً مهماً ضمن الفريق الذي استحق الفوز بهذه الكأس.
- بطولة العرب للمنتخبات التي أقيمت في مصر حيث استطاع منتخب الأردن بطل العرب بالفوز بها بعد اللقاء النهائي أمام صاحب الأرض المنتخب المصري حيث كان الفوز من نصيب منتخب الأردن بفارق 11 نقطة وكان زيد عباس متواجداً بكل قوة في هذه البطولة.
- فضية الدورة العربية الحادي عشرة الأخيرة في مصر حيث كان منتخب الأردن متقدماً بفارق 23 نقطة معظم أوقات المباراة ولكن الضياع والاستهتار أهديا الفوز للمنتخب المصري.
- كأس العرب للأندية التي اقيمت مؤخراً في الأردن بضيافة نادي زين وكان أفضل لاعب فيها حيث لعب لنادي زين بنظام الإعارة.

## انتقال زيد عباس
انتقل زيد عباس رسمياً للعب في نادي العلوم التطبيقية بعدم وقع أول عقد احترافي له في عام 2008.

## روابط خارجية
- زيد عباس على موقع الاتحاد الدولي لكرة السلة (الإنجليزية)
- زيد عباس على موقع كرة السلة الأوروبية.كوم (الإنجليزية)
- زيد عباس على موقع ريلجم (الإنجليزية)
- زيد عباس على موقع بروبوليرز (الإنجليزية)
- زيد عباس على موقع بروبوليرز (الإنجليزية)
- زيد عباس على موقع سبورتس رفرنس (الإنجليزية)